# 残夢
残夢（ざんむ、生年不詳 - 天正4年3月29日（1576年4月27日）?）は、日本の僧侶。諡は桃林契悟禅師。『会津風土記』によると、天正4年3月29日（1576年4月27日）に入寂した後に、文禄年間に越後国で商人に目撃されたり、保科正之が駿河国の三保松原で源平合戦について語り合ったりしているため、正確な没年は不詳。

## 別名
林羅山の『本朝神社考』によると、自らを呼白や秋風道人と称したという。保科正之の『会津風土記』では秋風道人ではなく秋草道士とされる。
相原友直の『平泉雑記』「残夢カ伝」には「常陸房海存ガ仙人トナリ残夢ト名ヲ改テ平泉ヘ折々往來スル」とあり、海尊と同一人物とする説が紹介されている。
山本北山が編纂し、嘉永3年（1850年）に出版された『孝経棲漫筆』には、残月という名前で残夢の伝承が伝わっている。
山崎美成と千賀春城が編纂し、天保13年（1842年）に出版された『名家略伝』によれば、宝山と号したという。
宮地巌夫が昭和3年（1928年）に刊行した『本朝神仙記伝』では日白と名乗ったとされるが、『本朝神社考』の呼白との関連性や、宮地が何の資料を元に日白を残夢の別名としたかは不明。

## 人物
臨済宗の僧侶で、奇行に富む人物として知られる。『会津風土記』や『本朝高僧伝』巻四四「常州福泉寺沙門残夢伝」によると、永禄年間に関東に来て、常陸の福泉寺や那須の雲巌寺に3度住んだのちに会津の実相寺に住したという。実相寺では臨済宗幻住派の雪村と交流していたとされる。

## 『本朝神社考』
林羅山の『本朝神社考』都良香条によると、残夢の概要については以下の通りとされる。
近頃〔ママ〕（『本朝神社考』が編纂された頃＝寛永15年（1638年）から正保2年（1645年）?）、人々が奥州に残夢という人物がいると噂していた。残夢は自らを呼白や秋風道人と称した。僧侶のようであり僧侶のようでなく、俗人のようで俗人でなく、精神状態が普通の人とは異なっていた。本人は「一休と友人となり禅の教えを受けた」と語ったり、源平合戦について時々人と話し合ったりしたという。その内容は「源義経はあの時こういう働きをし、弁慶はこの時こういう働きをした、平氏と誰彼が戦った」といったものであり、語りぶりは自らそれを見てきたかのようであった。人々は怪しんで「どこでそれを知ったのか」と尋ねても、残夢は「忘れた」と言うばかりであった。天海や松雪（詳細は不明だが、李氏朝鮮出身の僧侶とする説や亀井重清とする説がある）といった僧侶が残夢にあった時には、「杓杞（クコ、ナス科の植物で食用・薬用として活用されていた）飯」を好んで食べていた。天海はこれを見て、後に人に「残夢が長生きなのは杓杞を食べているからだ」と述べたとされる。周囲の人々は、残夢を怪しみ、常陸坊海尊その人なのではないかと疑ったという。そして天海は、人より送られた杓杞を菜飯として食べるようになり、「何事にも急がず、心の思うままに生き、緩々漫々と生きることこそが長寿の秘訣である」と語ったという。

## 『会津風土記』
保科正之が編纂した『会津風土記』には、『本朝神社考』にはない残務についての情報が記されている。
『会津風土記』によると、実相寺の22世住職であり、別名を桃林契悟禪師といったという。そして、残夢は様々な場所を転々としており、那須の雲巌寺に3度住んだのちに、天文年間に会津へと来たとされる。ある時、蘆名四天王の佐瀬氏と無無という人物が残夢の元に訪れたところ、残夢は無無を「なしなしと いふもいつはり きてみれば あればこそあれ もとのすがたで」と詠んだ。それに無無は「なしなしと いふもことはり わがすがた あることなきの はじめなりけれ」と返歌した。残夢は「曾我兄弟の仇討ち以来の再会だな」と言い、無無は頷いたという。
また、『本朝神社考』に無い話として、
- 檀越が請えば1日に何度も訪れた。
- 連日食事をしなくても飢える様子が無かった。
- 年が経っても服を改めなかったり、新しい服にわざわざ古い服の虱を移してから着たりした。
- 金庫に銭を入れていたが、盗人がその中から銭を盗もうとしている際に、別の場所にいた残夢が、侍者に「銭を盗人に与えてこい」といい、侍者が見に行ったところ、残夢の言う通り盗人がいた。侍者は盗人に「銭を与えれば庫の壁を穿つ必要はないだろう」と言うと、盗人は恥じて去っていった。これを残夢に伝えると怒り、「なぜ銭を与えなかったのか。」と述べた。
- 昔、会津に鏡を磨く「福仙」という仙人がいた。人々が福仙を雇うと、賃金が発生するのにもかかわらず笑いながらおしゃべりをするだけで1日が終わり、しかも鏡を磨いたとしても技術は良くなかった。人が福仙に鏡を磨いた年月を尋ねれば古いことが明らかであった。それなのになぜこのように拙い技術なのかというと、福仙の心の中に磨くということは意識されていないからであった。残夢はそんな福仙を見て、「福仙は源義経の旗持人である」と言い、福仙は残夢を見て「残夢は常陸坊海尊である」と言った。
- 牛ガ墓村[注釈 5]の舜岳ガ塚[注釈 6]は、自然と燃えて数ヶ月が経っていた。人々はこれを不思議に思っていたところ、残夢が香を焚き偈（『会津旧事雑考』によれば「光明無業　元無明光」[8]）を唱えた途端に、忽ち火が消えた。
- 暴雨・迅雷・鬼火が車に乗って、棺を奪って去ろうとした。残夢は「勘弁してくれ」と頼んだが、鬼達はこれを拒んだため、「拒むならば行け」と言ったところ、鬼達は忽ち消え、天は晴れ渡った。
- 天正4年（1576年）3月29日、一室に人を集め、牌上に自ら日付や名前を記し、伽陀「無間ニ堕在シ五逆雷ヲ聞ク喝下ノ瞎驢死眼豁開」を書き終わると筆をなげうち、自ら棺に入って入寂した。しかし、文禄年間に、残夢の棺を入れた穴を掘り起こして見てみると、棺の中は空であった。その後、とある商人が越後国で残夢を見たという。また、保科正之が三保松原で残夢に会い、源平合戦について話をしたともいう。
- 残夢は「今、私と同じ視点に立てる者はいない。私の言葉を真実と証明する方法はない。だが、源義経は醜男で、弁慶はイケメンであった。つまり、世の中で言われる美醜は相違うものなのである。世の中にはこのような例が山ほどある。故に語り切ることはできない」と述べた。

といったものがある。

## 『千草日記』
天和3年（1683年）3月に江戸から東海道を旅した大森固庵による紀行『千草日記』の3月14日条には、天正年間に残夢が三保の松原にいた話が記録されている。

## 『本朝高僧伝』
卍元師蛮が元禄15年（1702年）に完成させた『本朝高僧伝』巻四四「常州福泉寺沙門残夢伝」によると、残夢は永禄年間に関東地方を遊説し、常陸国の福泉寺に住んだという。

## 『会津旧事雑考』
保科正之の命によって寛文12年（1673年）6月に向井吉重によって編纂された『会津旧事雑考』によれば、人々が残夢に年齢を尋ねたところ、150.160歳であると答えたという。

## 『小窓雑筆』
萩原宗固著作の『小窓雑筆』によると、下野国塩原の妙雲寺には、永禄年間に残夢によって書かれた書状があったとされる。また、那須の雲巌寺には残夢が「東山」と書いた扁額が残っていたという。
また、「或書曰」として次の話が載せられている。会津の山の奥深くに7.80歳ばかりに見える福仏坊という人物が住んでいた。彼が自分で語るところによると、彼は伊予国の出身で、罪を得たことで東国に下向したという。また、その最中に尾張国の熱田神宮にて鐘を鋳たのを見物したと語った。ただし、熱田神宮の鐘が鋳られたのは何百年も前のことであった。そのため、人々は福仏坊を残夢の徒ではないかと噂しあったという。

## 『義経知緒記』
『義経知緒記』独自の記述としては、
- 残夢自らが常陸坊海尊であると称していた。
- 義経死亡後に、衣川の付近で老翁にとても美味しい「赤色の菓」を与えられ、それを食べたことによって無病長命となった。
- 故事に詳しいある人が残夢に昔のことを尋ねたが、その返答は不明瞭なものであったため、世の人は偽者だと言い合った。
- 最上地方に旧記を学んだ渡辺氏という者がおり、残夢が渡辺氏と会ったところ、残夢はまるで自らが体験したかのように源平合戦のことを語った。渡辺氏は「どのようにそれを知ったのか」と尋ねたところ残夢は「忘れた」と返答した。渡辺氏は続けて「あなたは常陸坊海尊その人が還俗したのはないのですか?そうでないとそこまで詳しく語れないでしょう」と笑いながら尋ねると、残夢は何も言わなかった。
- （『知緒記』の作者曰く）残夢は本当の仙人（海尊）ではないながらも、言葉遣いや人相は只者とは見えず、物覚えがよく口が達者な人物であった。昔のことを詳しく語るのに、なぜそれを知っているのかは忘れたと言うのは矛盾している、と渡辺氏が言っていた。

といったものがある。

## 『義経勲功記』
『義経勲功記』附録「夢伯問答」には、海尊がいかにして残夢となったかについて詳細な記述がある。それによると、高館の戦いで海尊1人は追手から逃れて富士山に登り、飢えてどうしようもなく、浅間大菩薩に帰依して祈っていたら、岩の洞から飴のようなものが湧き出してきたので、舐めてみたところ、甘露のような味がし、飢えが無くなり、健康となり、仙人となった。それによって、時たま麓に降りて里人の作業の手伝いをし、江戸時代に至ったという。しばらくしたのち、ある人が法師に「あなたのような高僧はさぞかし高名な方なのでしょう。名前をおしえていただけませんか?」と尋ねたところ、法師は眉を顰めて「名乗るほどの者ではない。ただ、強いて名乗るなら残夢である。私こそ常陸坊海尊である。仙人となった後、名を晴庵主と改めたが、また名前を改めて今は残夢仙人と号している」と言ったという。

## 『孝経棲漫筆』
『孝経棲漫筆』には、残月という名前で残夢の伝承が伝わっている。それによると、加賀国の小瀬復庵が聞いた話として、30年ほど前（『孝経棲漫筆』が編纂されたのは嘉永3年（1850年））に、加賀国に残月という60歳ほどの老僧が来て、金沢城下に流れる犀川と浅野川が東西に流れるのを見て、「昔はこの川は南北へ流れており、このようには流れていなかった」と述べたり、春日山を見て「この山で源義経は富樫泰家と酒宴をした。安宅の関から後を追いかけて自身の館に招いて酒宴したのである。義経が山伏の格好をして12人ほどで通ったのは嘘である。140、150人ほどで通ったのである」と述べたりした。ある人が残月の棲家を尋ねると、越後国の田中という駅の近くに、小松原宗雪という60歳ほどの人と共に暮らしている。穀物は食べずら松脂を炙って食べている」と返答した。誰ともなしに言い伝えたことには、残月は常陸坊海尊、小松原宗雪は亀井重清であったという。

## 『遊方名所略』
『遊方名所略』には、「信濃国埴科郡戸隠山に仙人あり、名を秋風道人と云ふ、俗に云ふ常陸坊海尊なり。建久の頃、村里の樵夫時々これを見たり」とある。
なお、『本朝故事因縁集』には常陸坊海尊が「信濃国の深山の岩窟に住んでいた」という記述がある。

## 『名家略伝』
山崎美成と千賀春城が編纂し、天保13年（1842年）に出版された『名家略伝』には、次の話が記録されている。あるとき、宇都宮にある興福寺（興禅寺?）の物外播公（物外招播?）が残夢に謁し問答をしたという。また、常陸国の田舎の村には毎月六斎日の市があり、その市にて残夢を見かけた人によると、60〜70歳ほどの老人に見えたという。

## 『秀雅百人一首』
緑亭川柳が編纂し弘化5年（1848年）に出版された『秀雅百人一首』によると、残夢は「山風の かなこたなたに さそふれば 猶ちりの身ぞ ありかさだめぬ」、福仙無々は「来る雁と帰る燕ととなへども世に言づてん玉章もなし」と詠んだとされる。

## 人物像
佐野正樹は、残夢伝説について以下のようにまとめている。
- 元暦・文治の昔を目の当りに見たように義経主従を語った
- その義経主従の語りはそれまでの伝えとは違ったものであった
- 義経主従について語る残夢は広く歩き廻っていた
- 残夢を常陸坊海尊だと見なし、「枸杞」「仙術」「赤色のくだもの」などによって長生を得た

また、残夢について多数の書物に記されているように、残夢伝説が江戸に広く知られていた理由について、『会津風土記』を編纂した会津藩主・保科正之が幕政にて重きを成したこと、『会津風土記』の序文を記した林春斎が『本朝神社考』の著者・林羅山の子であることなどが挙げられている。